# Stardew Valley
Stardew Valley is een levenssimulatiespel dat is ontwikkeld door Eric Barone en uitgegeven door Chucklefish op 26 februari 2016.

## Verhaal
Het verhaal van Stardew Valley begint wanneer de speler bij het bed van zijn stervende grootvader staat. Deze geeft de speler een ongelezen brief. In het spel verstrijken meerdere jaren. Uiteindelijk besluit de hoofdpersoon de brief te openen en ontdekt hij dat zijn grootvader hem een boerderij nabij Pelican Town heeft nagelaten. De protagonist besluit te stoppen met zijn kantoorbaan en de vervallen boerderij op te bouwen.

## Gameplay
De gameplay is vergelijkbaar met de Harvest Moon-serie. De speler moet een vervallen boerderij renoveren en moet het bijbehorende land bewerken. Een andere belangrijke rol zijn vriendschappen die kunnen worden gesloten met bewoners. Het spel bevat ook minispellen zoals vissen of muntspellen. Het vrijspelen van een buurthuis voegt een nieuwe taak toe voor de speler: hij moet verschillende voorwerpen verzamelen om bundels te voltooien, en kan zo geblokkeerde delen van de kaart vrijspelen, die hiervoor wordt beloond met nieuwe voorwerpen. In tegenstelling tot Harvest Moon heeft Stardew Valley ook een strijdbaar onderdeel. In een mijn met tientallen levels kan de speler zich bewijzen tegen monsters en waardevolle mineralen verzamelen. De speler kan niet doodgaan omdat de nadruk van het spel ligt op landbouw, maar hij kan wel flauwvallen en waardevolle spullen verliezen.

## Ontwikkeling
Het spel is geheel door Eric Barone ontwikkeld met het XNA Framework in C#. De afbeeldingen zijn getekend met Paint.NET, en Reason werd gebruikt voor de muziek. Barone heeft vier jaar aan het spel gewerkt. Het is vervolgens door de Engelse uitgever Chucklefish uitgebracht, die ook eerder werkte aan Starbound.

## Ontvangst
Stardew Valley ontving overwegend positieve recensies. Op aggregatiewebsite Metacritic heeft het spel een score van 89. IGN gaf het spel een beoordeling van 8,8. Men prees de spelomgeving en de afwisseling tussen de boerderij en de mijnen.
Yasuhiro Wada, bekend voor zijn werk in de Harvest Moon-serie, vertelde dat hij “erg blij” was met Stardew Valley, omdat het hem heeft laten zien dat Harvest Moon geen vergeten serie is.
In december 2024 waren er meer dan 41 miljoen exemplaren van het spel verkocht, waarvan 26 miljoen voor pc en 7,9 miljoen voor Nintendo Switch.

### Prijzen en nominaties
| Jaar | Prijs                             | Categorie                                                       | Uitslag     |
| ---- | --------------------------------- | --------------------------------------------------------------- | ----------- |
| 2016 | Golden Joystick Awards            | Best Indie Game                                                 | Genomineerd |
| 2016 | Golden Joystick Awards            | PC Game of the Year                                             | Genomineerd |
| 2016 | Golden Joystick Awards            | Breakthrough Award                                              | Gewonnen    |
| 2016 | The Game Awards 2016              | Best Independent Game                                           | Genomineerd |
| 2016 | Game Developers Choice Awards     | Best Debut                                                      | Genomineerd |
| 2016 | Independent Games Festival        | Seumas McNally Grand Prize                                      | Genomineerd |
| 2016 | SXSW Gaming Awards                | Most Promising New Intellectual Property                        | Genomineerd |
| 2016 | 13th British Academy Games Awards | Best Game                                                       | Genomineerd |
| 2016 | The Steam Awards                  | The 'Best Use Of A Farm Animal' Award                           | Genomineerd |
| 2016 | The Steam Awards                  | The 'I Thought This Game Was Cool Before It Won An Award' Award | Genomineerd |
| 2017 | The Steam Awards                  | 'The World Is Grim Enough Let's Just All Get Along' Award       | Gewonnen    |
| 2018 | The Steam Awards                  | Labor of Love                                                   | Genomineerd |
| 2024 | The Steam Awards                  | Labor of Love                                                   | Genomineerd |